# بياتريس سيجال
بياتريس سيجال (بالبرتغالية: Beatriz de Toledo Segall‏)‏ (25 يوليو 1926 - 5 سبتمبر 2018) هيَ ممثلة برازيلية.

## روابط خارجية
- بياتريس سيجال على موقع IMDb (الإنجليزية)
- بياتريس سيجال على موقع قاعدة بيانات الفيلم (الإنجليزية)
- بياتريس سيجال على موقع كينوبويسك (الروسية)